# Sue the Night
Sue the Night (Heemskerk, 1983) is de artiestennaam van singer/songwriter Suus de Groot. Het debuutalbum Mosaic (2015) was haar doorbraak waarmee ze optrad op grote festivals als Best Kept Secret, Paaspop en de Zwarte Cross. Haar single The Whale stond meerdere weken in de Tipparade en werd uitgeroepen tot 3FM megahit.
In maart van 2016 bracht ze met haar band de single The World Below, uit waarna de band kort daarna werd uitgenodigd om de huisband te zijn van de televisieshow De Wereld Draait Door. In april van 2017 kwam de tweede plaat Wanderland die genomineerd werd voor onder andere 3voor 12 Beste Album en Edisons Beste Rock Album. Later dat jaar stond ze met haar band op festivals als Concert At Sea, Appelpop en Indian Summer, en het Duitse showcase festival Reeperbahn, in Hamburg.
In 2018 toerde ze met haar band door Duitsland en kwam Like Snow uit, de single van de EP Soft. Deze titel is geschreven voor de Nederlandse film Rafael die is genomineerd voor een Gouden Kalf.

## Discografie

### Albums
| Album met eventuele hitnotering(en) in de Nederlandse Album Top 100 | Datum van verschijnen | Datum van binnenkomst | Hoogste positie | Aantal weken | Opmerkingen |
| ------------------------------------------------------------------- | --------------------- | --------------------- | --------------- | ------------ | ----------- |
| Mosaic                                                              | 2015                  | 31-01-2015            | 35              | 1            |             |
| Wanderland                                                          | 2017                  | 22-04-2017            | 25              | 2            |             |